# Царенко Вадим Леонідович
Вади́м Леоні́дович Царе́нко — старший солдат Збройних сил України.

## Бойовий шлях
Розвідник, потрапив у засідку біля Маринівки (Донецька область), 2 БТРи їхали по території, контрольованій українськими силами, з лісопосадки почали стріляти снайпери, по тому розпочався обстріл із великокаліберних кулеметів та гранатометів. Пострілом із підствольного гранатомета ГП-25 йому сильно ушкодило руку. Також зазнав 2 вогнепальних поранень кулями 5.45 мм, одна з яких теж влучила в руку. Протягом двогодинного бою загинуло 9 та поранено 10 українських військовиків, за даними розвідки, у терористів вбито близько 30 осіб. Прооперований одеськими хірургами.

## Нагороди
19 липня 2014 року — за особисту мужність і героїзм, виявлені у захисті державного суверенітету та територіальної цілісності України, вірність військовій присязі під час російсько-української війни, відзначений — нагороджений орденом «За мужність» III ступеня. Також нагороджений нагрудним знаком «за військову доблесть».